# 劉胤 (明朝)
刘胤，江西南昌人，明朝政治人物。
舉人出身。1632年，擔任永安縣知縣。六年后升任刑部主事，后升任兵部員外郎，擔任榆林兵备佥事。